# Боршод-Абауј-Земплен (жупанија)
Жупанија Боршод-Абауј-Земплен (мађ. Borsod-Abaúj-Zemplén megye) је једна од жупанија региона великих равница и северне мађарске у Мађарској, налази се у североисточном делу Северне мађарске регије.
Жупанија Боршод-Абауј-Земплен своје границе дели са Словачком и мађарским жупанијама Ноград, Хевеш, Хајду-Бихар и Саболч-Сатмар-Берег. Површина жупаније је 7.247,17 km² а седиште жупаније је град Мишколц. По величини је друга жупанија Мађарске, после Бач-Кишкуна. Друга је и по броју становника, одмах иза Пеште.

## Порекло имена
Жупанија Боршод-Абауј-Земплен је добила име по три жупаније које су постојале у историјској Краљевини Мађарској. Свака од жупанија је за свој центар имала град дворац.
- Боршод (Borsod) је добио име по дворцу Боршод. Сам дворац је назван по свом првом управитељу Боршу (Bors). У старомађарском језику наставак д, ако је додатак имену онда је у оваквим случајевима ознака за припадност. Тако да, Боршод буквално значи припада Боршу. Сама реч борш је турског порекла и значи бибер. Дворац-утврђење је био изграђен у такозваном мото стилу, који је био популаран у Европи у 11. и 12. веку. Овај дворац је био поред данашњег града Еделењ.
- Абауј (Abaúj) је скраћено од Абаујвар (Abaújvár), такође средњовековног дворца. Аба је било име клана које је владало у овим крајевима у средњовековној Мађарској док наставак ујвар значи нови дворац. Дворац се налазио у близини данашњег места Абаујвар.
- Земплен (Zemplén) је такође своје име добио по дворцу из средњовековне Мађарске. Почетно зем (Zem), је од словачке речи која означава земљу, тло или државу, домовину. Само утврђење, као што и само име говори, је било изграђено у мото стилу (од земље), и остаци се још и данас могу видети у близини словачког места Земплин.

## Средњовековни дворци
Познатији средњовековни дворци у жупанији:
- Болдогке
- Черепвар
- Дедештаполчањ
- Диожђер
- Физер
- Шарошпатак
- Серенч

### Котари у жупанији Боршод-Абауј-Земплен
У жупанији Боршод-Абауј-Земплен постоји 15 котара.
Котари у жупанији Боршод-Абауј-Земплен са основним статистичким подацима:
| Име котара       | Седиште       | Површина (km²) | Број становника (1. јануар 2007) | Број насеља |
| ---------------- | ------------- | -------------- | -------------------------------- | ----------- |
| Абауј-Хеђкешки   | Генц          | 440,48         | 15.123                           | 24          |
| Бодрогкезечки    | Циганд        | 400,53         | 17.804                           | 17          |
| Еделењски        | Еделењ        | 783,21         | 36.155                           | 47          |
| Енчејски         | Енч           | 449,44         | 24.241                           | 36          |
| Казинцбарцишки   | Казинцбарцика | 459,99         | 62.181                           | 32          |
| Мезечатски       | Мезечат       | 378,56         | 14.788                           | 9           |
| Мезокевездски    | Мезокевезд    | 679,66         | 43.664                           | 21          |
| Мишколчки        | Мишколц       | 1006,44        | 271.220                          | 40          |
| Оздијски         | Озд           | 550,13         | 72.266                           | 29          |
| Шарошпатачки     | Шарошпатак    | 477,81         | 26.385                           | 16          |
| Шатораљаујхељски | Шатораљаујхељ | 311,10         | 23.879                           | 19          |
| Серенчшки        | Серенч        | 498,95         | 44.337                           | 18          |
| Сиксојски        | Сиксо         | 299,91         | 19.338                           | 23          |
| Тисаујварошки    | Тисаујварош   | 256,25         | 33.348                           | 16          |
| Токајски         | Токај         | 255,82         | 14.222                           | 11          |

### Градови са општинском управом
- Мишколц Miskolc, (172.637) (седиште жупаније)

### Градови са статусом носиоца општине
(Списак је по броју становника, попис је из 2001. године, курзивним текстом су написана оригинална имена на мађарском језику) а у заградама је број становника.
| - Озд , (37.040) - Казинцбарцика Kazincbarcika, (30.709) - Мезокевезд Mezőkövesd, (17.216) - Тисаујварош Tiszaújváros, (16.927) - Шатораљаујхељ Sátoraljaújhely, (16.882) - Шарошпатак Sárospatak, (13.663) - Шајосентпетер Sajószentpéter, (12.758) - Еделењ Edelény, (10.771) - Серенч Szerencs, (9.675) | - Путнок Putnok, (7.263) - Фелшежолца Felsőzsolca, (7.155) - Енч , (6.502) - Мезечат Mezőcsát, (6.394) - Алшожолца Alsózsolca, (6.186) - Сиксо , (5.868) - Токај , (5.757) - Емед , (5.300) - Њекладхаза Nyékládháza, (4.993) | - Сендре Szendrő, (4.286) - Боршоднадашд Borsodnádasd, (3.291) - Абаујсанто Abaújszántó, (3.281) - Циганд Cigánd, (3.009) - Руда , (2.781) - Генц , (2.120) - Палхаза Pálháza, (1.097) |

### Општинска насеља
| - Абаујалпар , - Абаујкер , - Абаујлак , - Абаујсолнок , - Абаујвар , - Абод , - Агтелек , - Алачка , - Алшоберецки , - Алшодобжа , - Алшогађ , - Алшорегмец , - Алшосуха , - Алшотелекеш , - Алшовадас , - Арка , - Арло , - Арнот , - Асало , - Арокте , - Бактакек , - Балајт , - Башко , - Банхорвати , - Банреве , - Бечкехаза , - Бекеч , - Беренте , - Берет , - Берзек , - Бодрогхалом , - Бодрогкерестур , - Бодрогкишфалуд , - Бодроголаси , - Богач , - Болдогкеујфалу , - Болдогкевараља , - Болдва , - Боршодбота , - Боршодгест , - Боршодиванка , - Боршодсентђерђ , - Боршодсирак , - Бодваленке , - Бодварако , - Бодвасилаш , - Божва , - Беч , - Бикарањош , - Бикабрањ , - Бикмођорижд , - Биксенткерест , - Бикжерц , - Битеш , - Чењете , - Черепфалу , | - Черепвараља , - Чернељ , - Чинче , - Чобај , - Чобад , - Чокваомањ , - Дамак , - Дамоц , - Дебрете , - Детек , - Дедештаполчањ , - Домахаза , - Девењ , - Дубичањ , - Егерлеве , - Ердебење , - Ердехорвати , - Егерсег , - Фанчал , - Фаркашљук , - Фај , - Фелшеберецки , - Фелшедобса , - Фелшегађ , - Фелшекелечењ , - Фелшењарад , - Фелшерегмец , - Фелшетелекеш , - Фелшевадас , - Филкехаза , - Фоњ , - Форо , - Фулокерч , - Физер , - Физеркајата , - Физеркомлош , - Физеррадвањ , - Гадна , - Гађапати , - Гађбатор , - Гађвендеги , - Галвач , - Гарадна , - Гелеј , - Гестељ , - Гиринч , - Голоп , - Гемерселеш , - Генцруска , - Ђерђтарло , - Халмај , - Хангач , - Хангоњ , - Харшањ , - Харомхута , - Хеђмег , | - Хејце , - Хејебаба , - Хејекерестур , - Хејекирт , - Хејепапи , - Хејесалонта , - Херцегкут , - Хернадбид , - Хернадцеце , - Хернадкак , - Хернадкерч , - Хернаднемети , - Хернадпетри , - Хернадсентандраш , - Хернадсурдок , - Хернадвече , - Хет , - Хидашнемети , - Хидвегардо , - Холохаза , - Хомрогд , - Игрици , - Имола , - Инанч , - Ирота , - Ижофалва , - Јакфалва , - Јарданхаза , - Јошвафе , - Карча , - Карош , - Кач , - Кано , - Кањ , - Карољфалва , - Кажмарк , - Келемер , - Кенезле , - Керестете , - Кесњетен , - Кекед , - Киралд , - Кишчеч , - Кишђер , - Кишхута , - Кишкиниж , - Кишрозвађ , - Кишшикатор , - Киштокај , - Комјати , - Комлошка , - Кондо , - Корлат , - Ковачвагаш , - Керем , - Красноквајда , | - Купа , - Курићан , - Лак , - Лацачеке , - Ладбешење , - Леђешбење , - Лех , - Ленарддароц , - Литка , - Макошхоћка , - Мартоњи , - Мад , - Маљи , - Маљинка , - Међасо , - Месеш , - Мезекерестеш , - Мезенађмихаљ , - Мезењарад , - Мезезомбор , - Мера , - Микохаза , - Мођорошка , - Монај , - Монок , - Мухи , - Мучоњ , - Нађбарца , - Нађчеч , - Нађхута , - Нађкиниж , - Нађрозвађ , - Некежењ , - Немешбик , - Неђеш , - Новајидрањ , - Њешта , - Њири , - Њомар , - Оласлиска , - Онга , - Ормошбања , - Ослар , - Онод , - Пемлењ , - Парасња , - Пацин , - Пањок , - Пере , - Перече , - Перкупа , - Приђ , - Пустафалу , - Пустарадвањ , - Радошћан , - Рагаљ , | - Ракаца , - Ракацасенд , - Рашоњшапберенч , - Ратка , - Регец , - Репашхута , - Ревлеањвар , - Риче , - Рудабања , - Рудолфтелеп , - Шајобабоњ , - Шајоечег , - Шајогалгоц , - Шајохидвег , - Шајоиванка , - Шајоказа , - Шајокаполна , - Шајокерестур , - Шајолад , - Шајоласлофалва , - Шајомерче , - Шајонемети , - Шајоереш , - Шајопалфала , - Шајопетри , - Шајопишпеки , - Шајошење , - Шајосегед , - Шајовамош , - Шајовелезд , - Шаљ , - Шаражадањ , - Шата , - Шељеб , - Шемјен , - Шерењфалва , - Шима , - Шоштофалва , - Сакачи , - Сакалд , - Саласенд , - Салона , - Сасфа , - Сеги , - Сегилонг , - Семере , - Сендрелад , - Сентиштван , - Сентиштванбакша , - Син , - Синпетри , - Сепхалом , - Сирмабешење , - Сомоља , - Сеглигет , - Селешардо , | - Сухафе , - Сухакало , - Сухођ , - Тактабај , - Тактахаркањ , - Тактакенез , - Тактасада , - Тарцал , - Тард , - Таља , - Телкибања , - Терестење , - Тиболддароц , - Тисабаболна , - Тисачермељ , - Тисадорогма , - Тисакарад , - Тисакеси , - Тисаладањ , - Тисалуц , - Тисапалкоња , - Тисатардош , - Тисатарјан , - Тисавалк , - Толчва , - Томор , - Торнабаракоњ , - Торнакаполна , - Торнанадашка , - Торнасентандраш , - Торнасентјакаб , - Торњошнемети , - Триж , - Упоњ , - Ујчаналош , - Вадна , - Вајдачка , - Варбо , - Варбоц , - Вата , - Вагашхута , - Вамошујфалу , - Вилмањ , - Виљвитањ , - Виш , - Висло , - Вижољ , - Залкод , - Задорфалва , - Земпленагард , - Зилиз , - Зубођ , - Жујта . |

 означене општине су „велика“ села.